# 平實公園
平實公園，位於臺灣臺南市永康區和東區交界，是台南東區第二大的公園，屬於平實重劃區的一部分。四周圍皆鄰接臺南市主要道路，分別為中華東路、小東路，總面積約7公頃，於2015年3月16日隨著平實營區動土開始施作工程，於2017年12月25日正式啟用。

## 歷史
- 2015年3月16日：平實營區市地重劃區動工興建。
- 2016年11月：平實公園工程大致完工。
- 2017年12月25日：正式對外開放。
- 2019年6月20日：平實公園內之地下停車場啟用。
- 2020年6月1日：小東路與後甲二路之智慧路邊停車柱開始營運。
- 2020年6月8日：T-Bike平實公園站（40車位）正式啟用。

## 鄰近景點
- 國賓影城
- 南紡購物中心
- 平實轉運站（規劃中）